# Orlen Warsaw Marathon
Der Orlen Warsaw Marathon ist ein Marathon, der seit 2013 in der polnischen Hauptstadt Warschau stattfindet. Der Name der Veranstaltung bezieht sich auf den polnischen Mineralölkonzern Orlen, der als Hauptsponsor des Marathons auftritt.

## Statistik

Orlen Warsaw Marathon 2014

### Streckenrekorde
- Männer: 2:06:55 h, Tadese Tola (ETH), 2014 (schnellste Zeit auf polnischem Boden)
- Frauen: 2:26:06 h, Sheila Jerotich (KEN), 2019 (schnellste Zeit einer Frau auf polnischem Boden)

### Siegerliste
| Datum         | Männer          | Nation    | Zeit    | Frauen                | Nation    | Zeit    |
| ------------- | --------------- | --------- | ------- | --------------------- | --------- | ------- |
| 14. Apr. 2019 | Regasa Bejiga   | Äthiopien | 2:09:42 | Sheila Jerotich       | Kenia     | 2:26:06 |
| 22. Apr. 2018 | Ezekiel Omullo  | Kenia     | 2:11:17 | Nastassja Iwanowa -2- | Belarus   | 2:28:03 |
| 23. Apr. 2017 | Felix Kimutai   | Kenia     | 2:10:34 | Nastassja Iwanowa     | Belarus   | 2:28:44 |
| 24. Apr. 2016 | Artur Kozłowski | Polen     | 2:11:54 | Kumeshi Sichala       | Äthiopien | 2:28:43 |
| 26. Apr. 2015 | Lemi Berhanu    | Äthiopien | 2:07:57 | Fatuma Sado           | Äthiopien | 2:26:25 |
| 13. Apr. 2014 | Tadese Tola     | Äthiopien | 2:06:55 | Ehite Bizuayehu       | Äthiopien | 2:30:30 |
| 21. Apr. 2013 | Sisay Lemma     | Äthiopien | 2:09:02 | Milka Jerotich        | Kenia     | 2:28:23 |